# Voglio essere tua
Voglio essere tua (My Forbidden Past) è un film del 1951 diretto da Robert Stevenson.
È un film drammatico statunitense con Robert Mitchum, Ava Gardner e Melvyn Douglas. È basato sul romanzo del 1947 Carriage Entrance di Polan Banks. È ambientato a New Orleans negli anni 1890.

## Trama
1890-anni New Orleans. La giovane e affascinante Barbara Beaurevel fa parte della buona società di New Orleans dove vive con l'arcigna vecchia zia e lo spregiudicato cugino Paul, i quali cercano di convincerla ad un matrimonio d'interesse, in quanto essi sono benestanti ma non più ricchi come un tempo. Già in precedenza erano riusciti ad allontanare il medico Mark Lucas, di cui la ragazza era profondamente innamorata, giudicandolo di modeste possibilità economiche e di una classe sociale inferiore. Mark era così andato all'estero per dimenticarla, tornando sposato con una donna bella e disinibita, Corinne, e con in tasca la nomina a docente e ricercatore presso la facoltà di Medicina della città.
Barbara, ancora innamorata di Mark, decide di liberarsi dell'influenza della famiglia accettando, contro il parere della zia,  la cospicua eredità della defunta nonna, donna di origini oscure e dal chiacchierato passato. Divenuta ricca, gli equilibri in famiglia cambiano radicalmente, così come la ragazza, che diventa sempre più cinica e calcolatrice. Barbara allontana senza troppe cerimonie il pretendente, propostole dalla famiglia, per riconquistare Mark, che però le dice che egli è sposato e di averla ormai dimenticata, inoltre egli è risentito perché Barbara non aveva accettato a suo tempo una loro fuga d'amore.
Quando i tentativi di riavvicinare l'amante falliscono, più a causa della ferrea etica di Mark che per amore verso la moglie, Barbara convince Paul a fare la corte e tentare di sedurre Corinne dietro un cospicuo compenso per allontanarla da Mark. Paul ha gioco facile con Corinne, la quale lo crede ricco e in grado di offrirle un futuro agiato e benestante.
Una sera, sfruttando l'assenza in casa di Mark, Paul tenta di sedurre la donna. Nel mentre Barbara si reca proprio da Mark presso la facoltà di Medicina per rivelargli l'infedeltà della moglie, suggerendogli di andare a casa per averne le prove, fiduciosa così di potersi liberare della rivale. Corinne però non vuole cedere alle richieste amorose di Paul, ella si rivela frettolosa ed impulsiva e vorrebbe divorziare subito per sposarlo. Alle insistenze di Paul i due hanno un litigio e Corinne cade battendo accidentalmente la testa contro il camino, morendo sul colpo. Barbara, arrivata di nascosto per assistere alla scena di Mark che scopre la tresca, vede il cugino correre via frettolosamente. Entrata poi nella casa, scopre il corpo ormai senza vita di Corinne. In quel mentre giunge Mark che, convinto della sua colpevolezza, le dice di andarsene.
Paul convince Barbara a fornirsi un alibi a vicenda, se fosse necessario, evitando di coinvolgere la loro famiglia in uno scandalo irreparabile. Nel processo che segue, Mark viene quindi incriminato, ma Barbara non riesce a trattenersi e confessa tutto, nonostante questo le costi la reputazione, nonché quella della famiglia. Mentre Paul viene arrestato, Mark parla con Barbara, dicendole di dover affrontare la realtà, fiducioso ma comunque incerto della sua redenzione futura.

## Produzione
Il film, diretto da Robert Stevenson su una sceneggiatura di Marion Parsonnet, un adattamento di Leopold Atlas e un soggetto di Polan Banks (autore del romanzo), fu prodotto dallo stesso Banks e da Robert Sparks per la RKO Radio Pictures e girato dal 3 ottobre al 16 novembre 1949. Il titolo di lavorazione fu Carriage Entrance. Il film doveva originariamente essere diretto da Nicholas Ray mentre il ruolo di Corinne doveva essere interpretato da Gloria Grahame.

## Distribuzione
Il film fu distribuito con il titolo My Forbidden Past negli Stati Uniti nell'aprile del 1951 al cinema dalla RKO Radio Pictures.
Altre distribuzioni:
- in Svezia il 10 dicembre 1951 (Synden i blodet)
- in Finlandia il 14 dicembre 1951 (Kielletty menneisyyteni)
- in Danimarca il 4 febbraio 1952 (Hendes skjulte fortid)
- in Francia il 30 maggio 1952 (Coeurs insondables e Mon passé défendu)
- in Portogallo il 25 settembre 1953 (Duas Rivais)
- in Italia (Voglio essere tua)
- in Belgio (Coeurs insondables)
- in Brasile (Orgulho e Ódio)
- in Spagna (El meu passat prohibit)
- in Spagna (Odio y orgullo)
- in Grecia (Enoho parelthon)

### Critica
Secondo il Morandini il film è un "melodramma di second'ordine" con un cast non all'altezza.

### Promozione
La tagline è: SHE's the kind of woman that made NEW ORLEANS famous!.